# Ochthebius hesperides
Ochthebius hesperides är en skalbaggsart som beskrevs av Balfour-browne 1976. Ochthebius hesperides ingår i släktet Ochthebius och familjen vattenbrynsbaggar. Inga underarter finns listade i Catalogue of Life.